# Воловский 1-й
Воловский 1-й — посёлок в Воловском районе Липецкой области России. Входит в состав Верхнечесноченского сельсовета.

## География
Посёлок находится в юго-западной части Липецкой области, в лесостепной зоне, в пределах восточных отрогов Среднерусской возвышенности, на левом берегу реки Олым, на расстоянии примерно 16 километров (по прямой) к юго-востоку от села Волово, административного центра района. Абсолютная высота — 154 метра над уровнем моря.
Климат умеренно континентальный с теплым летом и умеренно морозной зимой.
Часовой пояс
Посёлок Воловский 1-й, как и вся Липецкая область, находится в часовой зоне МСК (московское время). Смещение применяемого времени относительно UTC составляет +3:00.

## Население
| 2010 | 2012 |
| ---- | ---- |
| 7    | ↘6   |

Гендерный состав
По данным Всероссийской переписи населения 2010 года в гендерной структуре населения мужчины составляли 28,6 %, женщины — соответственно 71,4 %.
Национальный состав
Согласно результатам переписи 2002 года, в национальной структуре населения русские составляли 100 % из 12 человек.

## Улицы
Уличная сеть посёлка состоит из одной улицы (ул. Красный пахарь).